# Silvano Ribeiro
Silvano Ribeiro, né le 17 octobre 1923 à Rio Torto, Valpaços et mort le 5 octobre 2004 à Lisbonne, est un militaire et homme politique portugais, membre de la Junta de Salvação Nacional et ministre de la défense du Portugal entre 1974 et 1975.